# ボリス・トカレフ
ボリス・トカレフ (ロシア語:Борис Токарев、1927年5月16日- 2002年12月17日)は、旧ソビエト連邦の陸上競技選手。1952年ヘルシンキオリンピックと1956年メルボルンオリンピックで銀メダルを獲得した選手である。

## 経歴
トカレフは、1952年ヘルシンキオリンピックの4×100mリレーに出場。レヴァン・カリャエフ、レヴァン・サナゼ、ウラジミール・スハレフとともに、40.3秒のタイムでアメリカに次ぎ銀メダルを獲得。
トカレフは、1956年メルボルンオリンピックに連続して出場し、この大会も4×100mリレーで、レオニード・バルテネフ、ユーリ・コノバロフそして前回もリレーのメンバーであったスハレフとともに39.8秒のタイムで、前回同様アメリカに次ぎ銀メダルとなった。また、彼は、この大会200mでも決勝に残ったが5位に終わっている。

## 主な実績
| 年   | 大会                 | 場所                         | 種目         | 結果 | 記録   |
| ---- | -------------------- | ---------------------------- | ------------ | ---- | ------ |
| 1952 | オリンピック         | ヘルシンキ(フィンランド)     | 4×400mリレー | 2位  | 40.3秒 |
| 1954 | ヨーロッパ陸上選手権 | ベルン(スイス)               | 4×100mリレー | 3位  | 40.9秒 |
| 1956 | オリンピック         | メルボルン(オーストラリア)   | 200m         | 5位  | 21.2秒 |
| 1956 | オリンピック         | メルボルン(オーストラリア)   | 4×100mリレー | 2位  | 39.8秒 |
| 1958 | ヨーロッパ陸上選手権 | ストックホルム(スウェーデン) | 4×100mリレー | 3位  | 40.4秒 |